# الک فارلی
الک فارلی (انگلیسی: Alec Farley؛ ۱۱ مه ۱۹۲۵ – ۲۳ فوریهٔ ۲۰۱۰) بازیکن فوتبال بود.